# الطريق الدائري (المدينة المنورة)

### الطريق الدائري - المدينة المنورة
الطريق الدائري في المدينة المنورة هو مجموعة من الطرق الدائرية الشكل التي تمتد على مسافة تبلغ 67 كم. مشروع ضخم للبنية التحتية المرورية يربط مختلف أجزاء المدينة ببعضها ويمر عبر الطرق الرئيسية لتسهيل حركة المرور وتقليل الازدحام في المنطقة. يُعد هذا المشروع جزءًا من جهود المملكة العربية السعودية لتطوير البنية التحتية للمدن وتحسين مستوى الخدمات المقدمة للمواطنين.
يتألف الطريق الدائري من ثلاثة أقسام رئيسية:
1. الطريق الدائري الأول  (طريق الملك فيصل): يُعتبر هذا الجزء من الطريق الدائري أحد الشوارع الرئيسية في المدينة. يمتد هذا القسم على مسافة معينة ويربط بين مناطق مختلفة في المدينة.

1. الطريق الدائري الثاني  (طريق الملك عبد الله): يمثل هذا القسم التوسعة الثانية للطريق الدائري في المدينة المنورة. يُعد هذا الطريق رابطًا مهمًا بين عدة أحياء ومناطق في المدينة.

1. الطريق الدائري الثالث (طريق الملك خالد): هو الجزء الثالث والأحدث في الطريق الدائري. يهدف إلى تحسين التوصيل بين المناطق الحديثة في المدينة وتسهيل حركة المرور في هذه المناطق.

يعتبر الطريق الدائري مشروعًا استراتيجيًا بالنسبة للمدينة المنورة، حيث يساهم في تحسين البنية التحتية والخدمات المقدمة للمواطنين والزوار. وقد تم تنفيذ هذا المشروع ضمن الخطط الاستراتيجية للمملكة لتطوير المدن وتوفير بيئة حضارية متطورة.

## وصلات خارجية
- جولة حول كامل الطريق الدائري الثاني بالمدينة المنورة - Taibah Sciences - يو تيوب على يوتيوب